# Schwarzensee
Schwarzensee je jezero ležící v oblasti Solné komory, v rakouské spolkové zemi Horní Rakousy, přibližně mezi velkými jezery Mondsee, Attersee a Wolfgangsee. Má rozlohu 48 hektarů a je dlouhé 1,4 km a široké 0,4 km. Jeho hloubka činí 54 m.

## Vlastnosti vody
Jezero má velmi čistou vodu. Pro koupání je označena jako nejvyšší kvalita.

## Využití
Stejně jako u ostatních jezer Solné komory platí zákaz plavby lodí a člunů se spalovacími motory. Navíc je zakázána plavba jakýchkoliv plavidel včetně veslic, kanoí a kajaků.
Jezero slouží jako zásobárna vody pro přečerpávací vodní elektrárnu. Jeho hladina proto kolísá až o 6 metrů.
Schwarzensee je přírodní rezervace. Přesto je zde povolen sportovní rybolov. Zároveň slouží jezero jako oblíbený turistický cíl. Na jižním břehu stojí několik ubytovacích zařízení a restaurace. Na západním břehu je přes léto v provozu jednoduchý kemp s pramenem pitné vody a toaletami. Placené parkoviště je umístěno asi kilometr od jezera. Příjezd na břeh mají povolený jen ubytovaní návštěvníci.

## Okolí
Jezero leží v centru pohoří Salzkammergutberge. Odtud se vychází pěšky nebo jezdí na horském kole na vrcholy v okolí chaty Buchberghütte na vysokohorské louce Eiseneauer Alm.
Příjezd automobilem je možný jen z obce Strobl am Wolfgangsee přes malou vesnici Russbach a poté strmě vzhůru do hor.